# みりん干し
みりん干しとは、魚の干物の一種。桜干しとも呼ばれる。魚を開き、醤油や砂糖、みりんなどを合わせたタレに漬け込んで味付けし、乾燥させて作る。釣った魚の簡単な調理法として、ひと塩干しと並ぶ代表的なものである。

## 概要
大正時代初期、九州でイワシを醤油で漬けて乾燥させたものが製造されていた。やがて、調味液にみりん、砂糖、水飴、食塩などが使用され、全国的に流布した。1948年には安川一郎によって、サンマのみりん干しが開発された。現代の製法は、材料となる魚を腹開きにして洗浄した後、調味液を注入して漬込みを行うものである。
みりん干しに適した魚は、イワシ、アジ、サバ、カマス、アマダイ、ブダイ、タチウオ、カワハギ、フグ、サヨリ、キス、シシャモなどである。青物もしくは白身の淡白な魚が適する。
一度焼いてから干す「焼干し」、魚を開かずそのまま干す「丸干し」などがある。美味しい干物をつくるコツは、わたや血を魚に残さないこと。天気の良い日にしっかり干すこと。雨の多い梅雨の時期などに干すと、腐敗して食べられなくなる。